# Sinagra
Sinagra é uma comuna italiana da região da Sicília, província de Messina, com cerca de 3.038 habitantes. Estende-se por uma área de 23 km², tendo uma densidade populacional de 132 hab/km². Faz fronteira com Castell'Umberto, Ficarra, Naso, Raccuja, Sant'Angelo di Brolo, Tortorici, Ucria.

## Demografia
| Variação demográfica do município entre 1861 e 2011                               |
|                                                                                   |
| Fonte: Istituto Nazionale di Statistica (ISTAT) - Elaboração gráfica da Wikipedia |